# 天牛書店
天牛書店（てんぎゅうしょてん）は、大阪府に本社を置く古書店。現在は大阪府吹田市江坂町の本店、大阪市北区の天神橋店の2店舗およびインターネットでの営業を行っている。株式会社天牛書店 (Tengyu-syoten)が経営する。
2019年に経営破綻した株式会社天牛堺書店（堺市南区）は、天牛書店の従業員が1963年、のれん分けによって堺市に独立開業した書店を源とする別会社で、経営上の関係はない。

## 概要
創業者天牛新一郎が大阪市南区（現：大阪市中央区）二つ井戸（二ツ井戸町）で開いた古本屋に始まり、1915年（大正4年）には日本橋南詰めに店舗を構え、その後二つ井戸に当時としては破格の大型店を構えた。
「高く買って、安く売る」良心的取引を謳い、若き日の折口信夫、武田麟太郎、長谷川幸延らが「われらが古本大学」と呼び通いつめた。司馬遼太郎が日露戦争に対する取材をしていた時、時の政府が編纂した『明治三十八年日露戦史』を求めたのもここである。その時、その本の値段があまりにも安いので司馬が天牛の主人に質問したところ、主人から「その本は（資料価値がほとんどなく）紙くず同然だ」と教えられ、買って読んでみたところ、編纂官が筆禍を恐れて無味乾燥な道路工事の記録のようなことを羅列している本に過ぎず、「値付けは確かだ」と感嘆したという話もある。司馬の大作『坂の上の雲』は、この『明治三十八年日露戦史』のアンチテーゼとして書かれたものである（司馬の講演記録『坂の上の雲秘史』朝日文庫・司馬遼太郎講演録より）。
また、二つ井戸店の二階に百畳敷きの大広間があり、「道頓堀倶楽部」として舞のおさらいや素人浄瑠璃などに貸す演芸場を開いていた。当時の常連客であった織田作之助は「夫婦善哉」の結びに天牛書店二階を登場させている。
1945年（昭和20年）3月13日の大阪大空襲で本店と7つの支店を焼失したが、1946年（昭和21年）に小さな店を再開し、千日前や道頓堀中座前、角座前で営業を続けた。1979年（昭和54年）、新一郎の孫にあたる現社長 天牛高志が心斎橋西のアメリカ村に赤い本棚の大型店を開店。
1988年（昭和63年）に現在の江坂に本店を移転し、2000年（平成12年）天神橋筋商店街に天神橋店を開店。

## 沿革
- 1907年（明治40年）- 大阪市南区二つ井戸で古本屋を開く
- 1915年（大正4年）- 日本橋南詰浜側に「天牛書店」を開店
- 1932年（昭和7年）- 日本橋二つ井戸に移転
- 1945年（昭和20年）- 大阪大空襲で店舗を焼失
- 1946年（昭和21年）- 難波新地の貸店舗で販売を再開。その後、道頓堀中座前に本店を移転
- 1949年（昭和24年）- 千日前店を開店
- 1968年（昭和43年）- 千日前店を道頓堀角座前に移転
- 1979年（昭和54年）- 心斎橋アメリカ村店開店　角座前店は四ツ橋に移転
- 1988年（昭和63年）- 本店を江坂に移転
- 1998年（平成10年）- ハワイホノルル支店を開店（2001年（平成13年）まで営業）
- 2000年（平成12年）- 天神橋筋商店街に天神橋店を開店

## 店舗一覧
- 江坂本店　大阪府吹田市江坂町5丁目14-7
- 天神橋店　大阪府大阪市北区天神橋3丁目7-28